# لورين غرين
لورين غرين (بالإنجليزية: Lauren Green)‏ هي عازفة بيانو أمريكية، ولدت في 30 يونيو 1958 في منيابولس في الولايات المتحدة.